# القتل مع الطاووس (رواية)
القتل مع الطاووس هو كتاب من تأليف دونا أندروز، نشرته شركة توماس دن (المملوكة الآن لشركة ماكميلان بابليشرز) في عام 1999، فازت الرواية بجائزة أنتوني [الإنجليزية] لأفضل رواية أولى في عام 2000.